# Gulden Nizozemských Antil
Gulden Nizozemských Antil, též Zlatý Nizozemských Antil (ISO 4217 kód ANG) byl měnou autonomního státu Nizozemské Antily v rámci Nizozemského království (ostrovy Aruba, Curaçao, Bonaire, Svatý Eustach, Saba a jižní část ostrova Svatý Martin). 
Aruba přestala gulden používat v roce 1986, kdy získala politický status aparte a tím se dostala na stejnou politickou úroveň jako Nizozemské Antily, a začala používat svou vlastní měnu - arubský florin (AWG). Bonaire, Svatý Eustach a Saba zavedly od 1.1.2011 jako svou měnu americký dolar. Curaçao a Svatý Martin používaly gulden Nizozemských Antil až do 31. března 2025, kdy byl nahrazen Karibským guldenem. Gulden byl (stejně jako arubský florin a nástupnický karibský gulden) pevně navázány na americký dolar ve fixním kurzu 1 USD = 1,790 AWG. 
Slova „gulden“ i „florin“ vycházejí z pojmenování pro zlatou minci. Český statistický úřad používá pro obě měny výraz „zlatý“.

## Mince a bankovky
Mince v oběhu byly nominálních hodnot 1, 5, 10, 25 a 50 centů a 1, 2½ a 5 guldenů. Bankovky v oběhu měly hodnoty 10, 25, 50 a 100 guldenů. Dříve byly tištěny i bankovky 5 a 200 guldenů.